# 1976-os Formula–1 monacói nagydíj
A monacói nagydíj volt az 1976-os Formula–1 világbajnokság hatodik futama.

## Futam
Az 1974-eshez hasonlóan ismét Ferrari elsősor lett az időmérő edzés végeredménye. A James Hunt autójából kifolyó olajon (a 24. körben esett ki) Regazzoni és Peterson is megpördült, ennek következtében a két hatkerekű Tyrrell: Depailler és Scheckter került a második és a harmadik helyre. A 64. körben Regazzoni visszaelőzte a harmadik Depailler-t, de 10 kör múlva a ferraris hibázott és kiesett, így a Tyrrell visszavette a harmadik helyet. A versenyt Lauda nyerte Scheckter és Patrick Depailler előtt.
| Helyezés | #  | Versenyző          | Csapat/Motor       | Körök | Idő/Kiesés oka | Rajthely | Pontszám |
| -------- | -- | ------------------ | ------------------ | ----- | -------------- | -------- | -------- |
| 1        | 1  | Niki Lauda         | Ferrari            | 78    | 1:59:51,47     | 1        | 9        |
| 2        | 3  | Jody Scheckter     | Tyrrell-Ford       | 78    | + 11,13        | 5        | 6        |
| 3        | 4  | Patrick Depailler  | Tyrrell-Ford       | 78    | + 1:04,84      | 4        | 4        |
| 4        | 34 | Hans-Joachim Stuck | March-Ford         | 77    | + 1 kör        | 6        | 3        |
| 5        | 12 | Jochen Mass        | McLaren-Ford       | 77    | + 1 kör        | 11       | 2        |
| 6        | 30 | Emerson Fittipaldi | Fittipaldi-Ford    | 77    | + 1 kör        | 7        | 1        |
| 7        | 16 | Tom Pryce          | Shadow-Ford        | 77    | + 1 kör        | 15       |          |
| 8        | 17 | Jean-Pierre Jarier | Shadow-Ford        | 76    | + 2 kör        | 10       |          |
| 9        | 8  | Carlos Pace        | Brabham-Alfa Romeo | 76    | + 2 kör        | 13       |          |
| 10       | 28 | John Watson        | Team Penske-Ford   | 76    | + 2 kör        | 17       |          |
| 11       | 21 | Michel Leclère     | Wolf-Williams-Ford | 76    | + 2 kör        | 18       |          |
| 12       | 26 | Jacques Laffite    | Ligier-Matra       | 75    | Baleset        | 8        |          |
| 13       | 22 | Chris Amon         | Ensign-Ford        | 74    | + 4 kör        | 12       |          |
| 14       | 2  | Clay Regazzoni     | Ferrari            | 73    | Baleset        | 2        |          |
| Kiesett  | 6  | Gunnar Nilsson     | Lotus-Ford         | 39    | Motorhiba      | 16       |          |
| Kiesett  | 10 | Ronnie Peterson    | March-Ford         | 26    | Baleset        | 3        |          |
| Kiesett  | 11 | James Hunt         | McLaren-Ford       | 24    | Motorhiba      | 14       |          |
| Kiesett  | 9  | Vittorio Brambilla | March-Ford         | 9     | Felfüggesztés  | 9        |          |
| Kiesett  | 19 | Alan Jones         | Surtees-Ford       | 1     | Ütközés        | 19       |          |
| Kiesett  | 7  | Carlos Reutemann   | Brabham-Alfa Romeo | 0     | Baleset        | 20       |          |
| NK       | 20 | Jacky Ickx         | Wolf-Williams-Ford |       |                |          |          |
| NK       | 38 | Henri Pescarolo    | Surtees-Ford       |       |                |          |          |
| NK       | 37 | Larry Perkins      | Boro-Ford          |       |                |          |          |
| NK       | 24 | Harald Ertl        | Hesketh-Ford       |       |                |          |          |
| NK       | 35 | Arturo Merzario    | March-Ford         |       |                |          |          |

## Statisztikák
Vezető helyen:
- Niki Lauda: 78 (1-78)

Niki Lauda 11. győzelme, 20. pole-pozíciója, Clay Regazzoni 12. leggyorsabb köre.
- Ferrari 63. győzelme.